# Menyhért Lengyel
Lebovics Menyhért, más conocido Menyhért Lengyel o Melchior Lengyel (Balmazújváros, 21 de enero de 1880 – Budapest, 23 de octubre de 1974) fue un escritor, articulista, dramaturgo y guionista cinematográfico húngaro, nacionalizado estadounidense.

## Inicios de su carrera
Su primera actividad fue la de periodista. Comenzó trabajando en Kassa (Košice), y más tarde en Budapest. 
Su primera obra teatral A nagy fejedelem (El gran príncipe) fue estrenada en 1907 por la Compañía Talía. El Teatro Nacional Húngaro interpretó en 1908 su siguiente drama: A hálás utókor (La gratificante posteridad). Con esta obra ganó el Premio Vojnits que la Academia de Ciencias de Hungría concede cada año a la mejor obra teatral. Una de sus obras, Taifun (Tifón), escrita en 1909, se convirtió en un éxito mundial y fue adaptada el cine en Estados Unidos en 1914 con el título de The Typhoon, dirigida por Reginald Barker. 

## Primera Guerra Mundial
Durante la Primera Guerra Mundial fue corresponsal del diario Az Est (La Tarde) que le envió a Suiza. Sus artículos pacifistas también aparecieron en periódicos de Alemania y Francia y posteriormente fueron recogidos en un libro titulado Egyszerű gondolatok (Ideas simples). Hasta mediados de siglo, sus artículos se publicaron regularmente en el más importante periódico literario de Hungría, Nyugat (Oeste). 
Su relato El mandarín maravilloso (en húngaro: A csodálatos mandarin) se publicó en 1916 con el subtítulo de «pantomima grotesca». En esta obra se inspiró el compositor Béla Bartók para componer su ballet El mandarín maravilloso.

## Estancia en Estados Unidos y regreso a Europa
Tras la Primera Guerra Mundial, Lengyel se instaló durante una larga temporada en los Estados Unidos. En 1922 publicó un libro donde se recogen sus experiencias allí: Amerikai napló (Diario americano). En la década de 1920 trabajó activamente para la industria cinematográfica. De vuelta en Europa, trabajó en Berlín como editor, en Budapest (codirigió un teatro entre 1929 y 1930) y en Londres, donde se instaló como corresponsal del periódico húngaro Pesti Napló (Diario de Pest). 
En 1936 publicó su novela utópica A boldog város (La ciudad feliz). Está ambientada en una ciudad ficticia estadounidense, edificada en una profunda fosa abierta tras el terremoto de San Francisco de 1906.

## Hollywood
En 1937 regresó a Estados Unidos para trabajar como guionista en Hollywood. Algunos de sus argumentos fueron éxitos mundiales, especialmente los que dirigió Ernst Lubitsch, como Ángel (1937), Ninotchka (1939) y Ser o no ser (1942). 
Ángel se publicó en español en 1942 (Ediciones Rialto, Madrid), en una colección de novelas cinematográficas, ilustrada con fotogramas de la película.
Conchita Montes adaptó e interpretó Ninotchka en los teatros españoles. Esta versión se estrenó en Madrid el 25 de marzo de 1951. En el reparto figuraban los actores Ismael Merlo, José Luis Ozores y Manolo Gómez Bur.

## Últimos años
Lengyel regresó a Europa en 1960 y se instaló en Italia. En 1963, recibió el Gran Premio de Roma. En 1974 regresó finalmente a su país natal, donde murió ese mismo año a la edad de 94 años.

## Premios y distinciones
Premios Óscar
| Año  | Categoría       | Película  | Resultado |
| ---- | --------------- | --------- | --------- |
| 1940 | Mejor argumento | Ninotchka | Nominado  |